# Лоч Лојд (Мисури)
Лоч Лојд (енгл. Loch Lloyd) град је у америчкој савезној држави Мисури.

## Демографија
По попису из 2010. године број становника је 600.
| Група             | 2000.    | 2010.       |
| Белци             | 0 (0,0%) | 562 (93,7%) |
| Афроамериканци    | 0 (0,0%) | 19 (3,2%)   |
| Азијати           | 0 (0,0%) | 7 (1,2%)    |
| Хиспаноамериканци | 0 (0,0%) | 9 (1,5%)    |
| Укупно            | 0        | 600         |